# Терентьев, Николай Алексеевич
Никола́й Алексе́евич Тере́нтьев (род. 21 марта 1996, Апатиты, Мурманская область, Россия) — российский следж-хоккеист. Нападающий сборной России по следж-хоккею. Серебряный призёр Паралимпийских игр 2014. Бронзовый призёр чемпионата мира по следж-хоккею 2013 года. Бронзовый призёр трёх чемпионатов России (2012, 2013, 2014). Заслуженный мастер спорта России. В 2013 году перешёл в ханты-мансийский клуб «Югра», до этого был членом московской команды «Белые медведи».

## Награды
- Медаль ордена «За заслуги перед Отечеством» I степени (17 марта 2014 года) — за большой вклад в развитие физической культуры и спорта, высокие спортивные достижения на XI Паралимпийских зимних играх 2014 года в городе Сочи.[6]